# Akron (Ohio)
Akron – miasto w Stanach Zjednoczonych, w stanie Ohio. Siedziba hrabstwa Summit, nad rzeką Cuyahoga. Z populacją 189,3 tys. mieszkańców, jest to piąte co do wielkości miasto stanu Ohio. Obszar metropolitalny zamieszkuje blisko 700 tys. mieszkańców. Zostało założone w 1825 roku.
Północno-wschodni region stanu Ohio (zwany Northeast Ohio), składający się ze statystycznych obszarów metropolitalnych – Greater Cleveland, Akron, Canton–Massillon, Youngstown–Warren–Boardman, Mansfield i Sandusky – zamieszkuje 4 335 920 ludzi (2010).
Na północ od miasta znajduje się Park Narodowy Cuyahoga Valley.

## Demografia
Blisko jedna trzecia mieszkańców (29,5%) głównego miasta to Afroamerykanie lub czarnoskórzy imigranci z Afryki, co jest ponad dwukrotnie wyższym wskaźnikiem niż średnia stanowa. 56,1% mieszkańców stanowią białe osoby nielatynoskie, 7,5% ma rasę mieszaną, 4,5% to Azjaci i 3,4% Latynosi. 6,2% mieszkańców stanowią osoby urodzone poza granicami Stanów Zjednoczonych.  
Mimo planu miasta zakładającego zwiększenie populacji, w latach 2010–2020 populacja skurczyła się o 4,3%. Spadek populacji jest związany z ucieczką białych, zamożnych społeczności na przedmieścia, a także utratą znaczenia przemysłu oponiarskiego. 

## Gospodarka

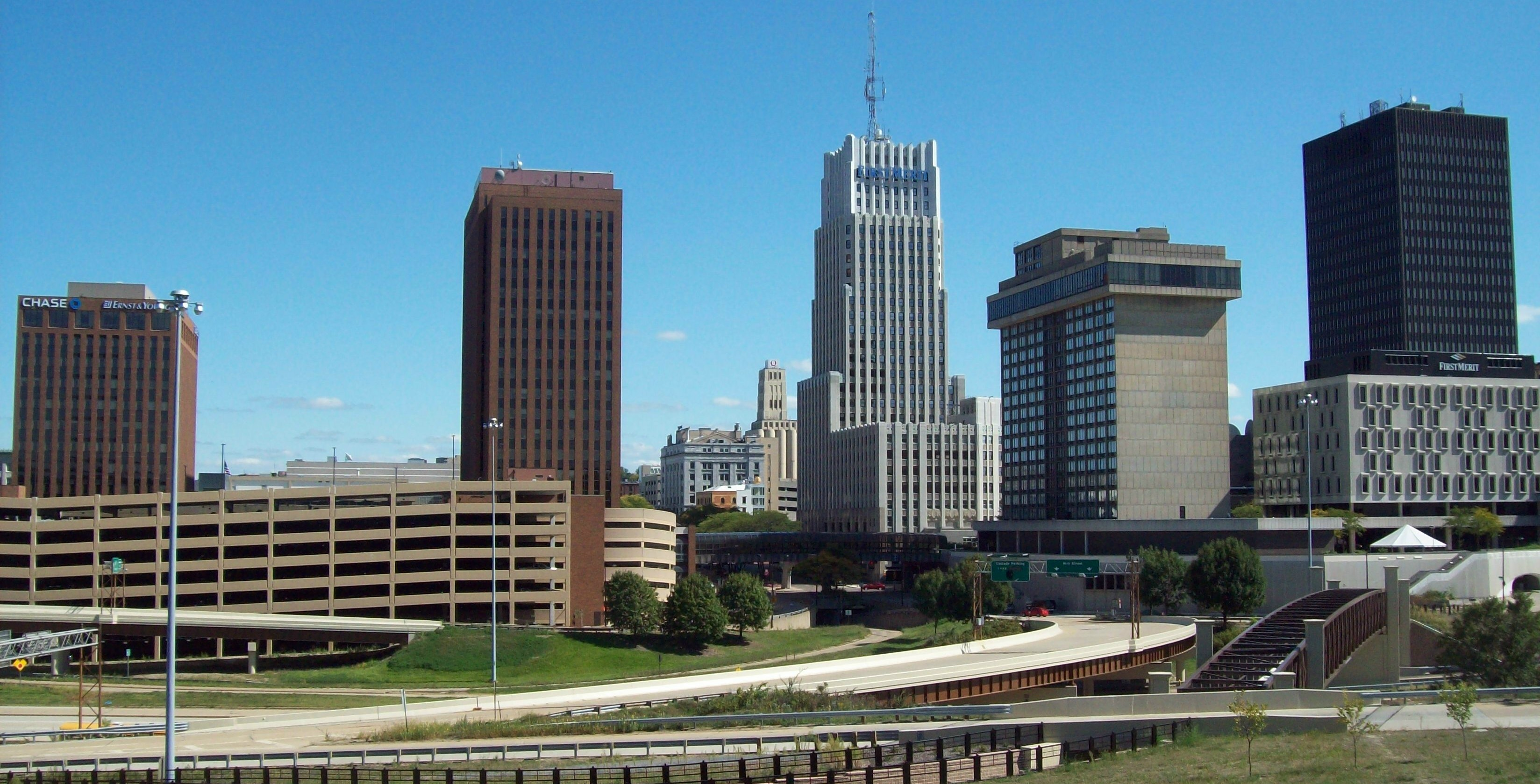
Panorama miasta

Miasto znane jako „gumowa stolica świata”, w związku powstałymi w tym mieście licznymi przedsiębiorstwami produkującymi opony. W Akron ponadto rozwinął się przemysł lotniczy, elektrotechniczny, maszynowy, metalowy oraz poligraficzny. Miejscowość przecinają dwie międzystanowe drogi.

## Edukacja
Znajduje się tu uniwersytet i Akron Art Institute.

## Sport
Nieistniejąca już drużyna futbolu amerykańskiego Akron Pros była w 1920 roku pierwszym mistrzem w historii NFL (zwanej wówczas APFA).

## Miasta partnerskie
- Chemnitz, Niemcy
- Kirjat Ekron, Izrael

## Osoby związane z miastem
- W Akronie urodził się Willard V. O. Quine, filozof analityczny i logik, określany jako „jeden z najbardziej wpływowych filozofów XX wieku”[8].
- W Akronie urodził się LeBron James, jeden z najlepszych koszykarzy świata.
- W mieście urodził się także koszykarz Nate Thurmond, członek Basketball Hall of Fame. Znalazł się on wśród 50 najlepszych graczy występujących kiedykolwiek w lidze NBA.
- Z Akronu pochodzi Stephen Curry, koszykarz, rozgrywający Golden State Warriors.
- Z tego miasta pochodzi również Jim Jarmusch, reżyser i muzyk.

## Kościoły i związki wyznaniowe
Spis na 2020 rok, obejmuje aglomeracje miasta:
- Kościół katolicki: 121 296 członków w 45 parafiach
- bezdenominacyjne zbory ewangelikalne: 82 780 członków w 129 zborach
- Zjednoczony Kościół Metodystyczny: 15 154 członków w 50 kościołach
- Kościoły baptystyczne: ok. 15 tys. członków w 68 zborach
- Zjednoczony Kościół Chrystusa: 9327 członków w 24 kościołach
- Kościoły luterańskie: 8431 członków w 30 kościołach
- Kościoły uświeceniowe: 8421 członków w 44 zborach
- Kościoły Chrystusowe: 8372 członków w 46 zborach
- Kościoły zielonoświątkowe (55 zborów)
- Świadkowie Jehowy: 5492 członków w 23 zborach.

## Galeria

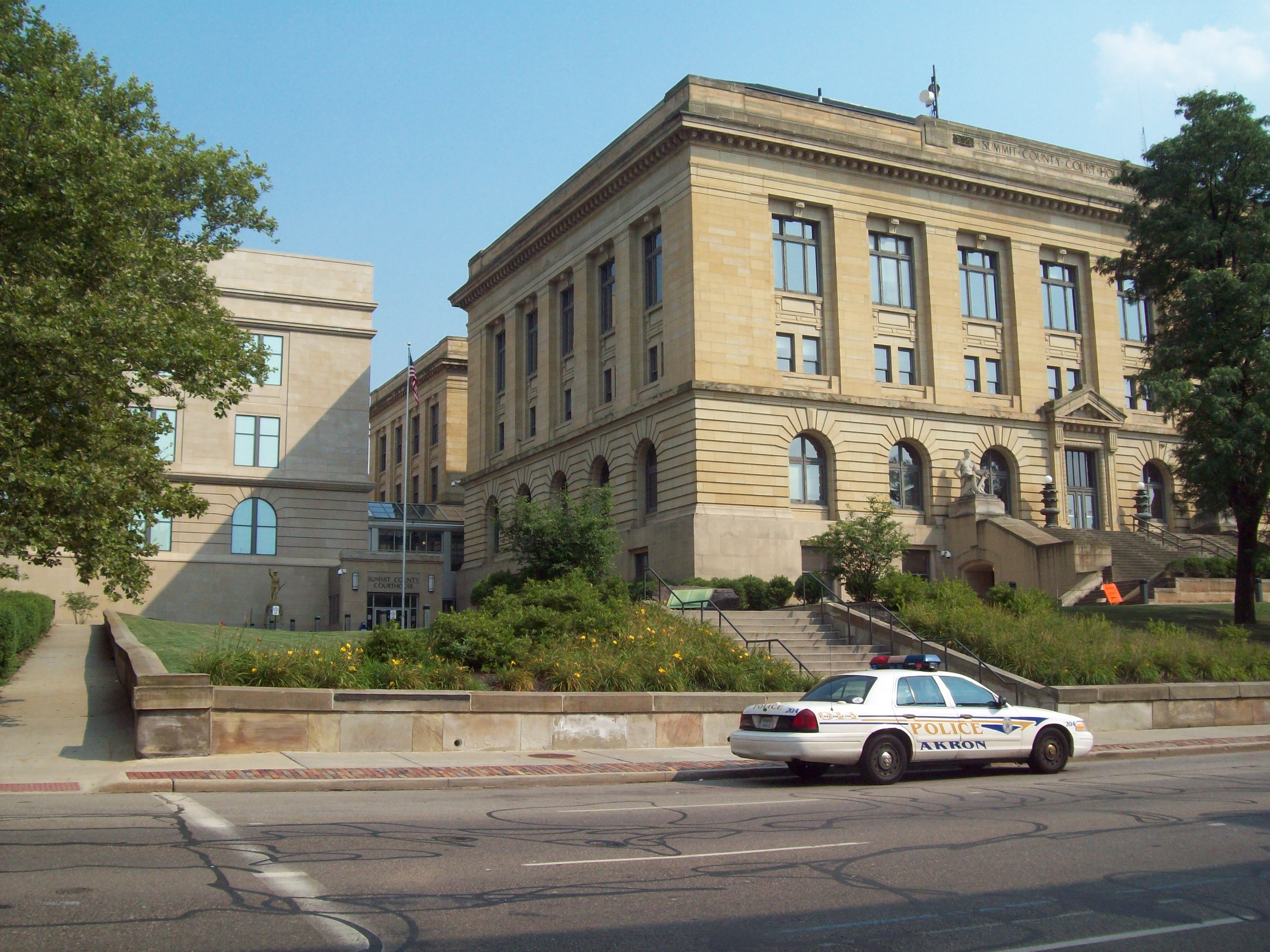
Budynek administracji hrabstwa Summit
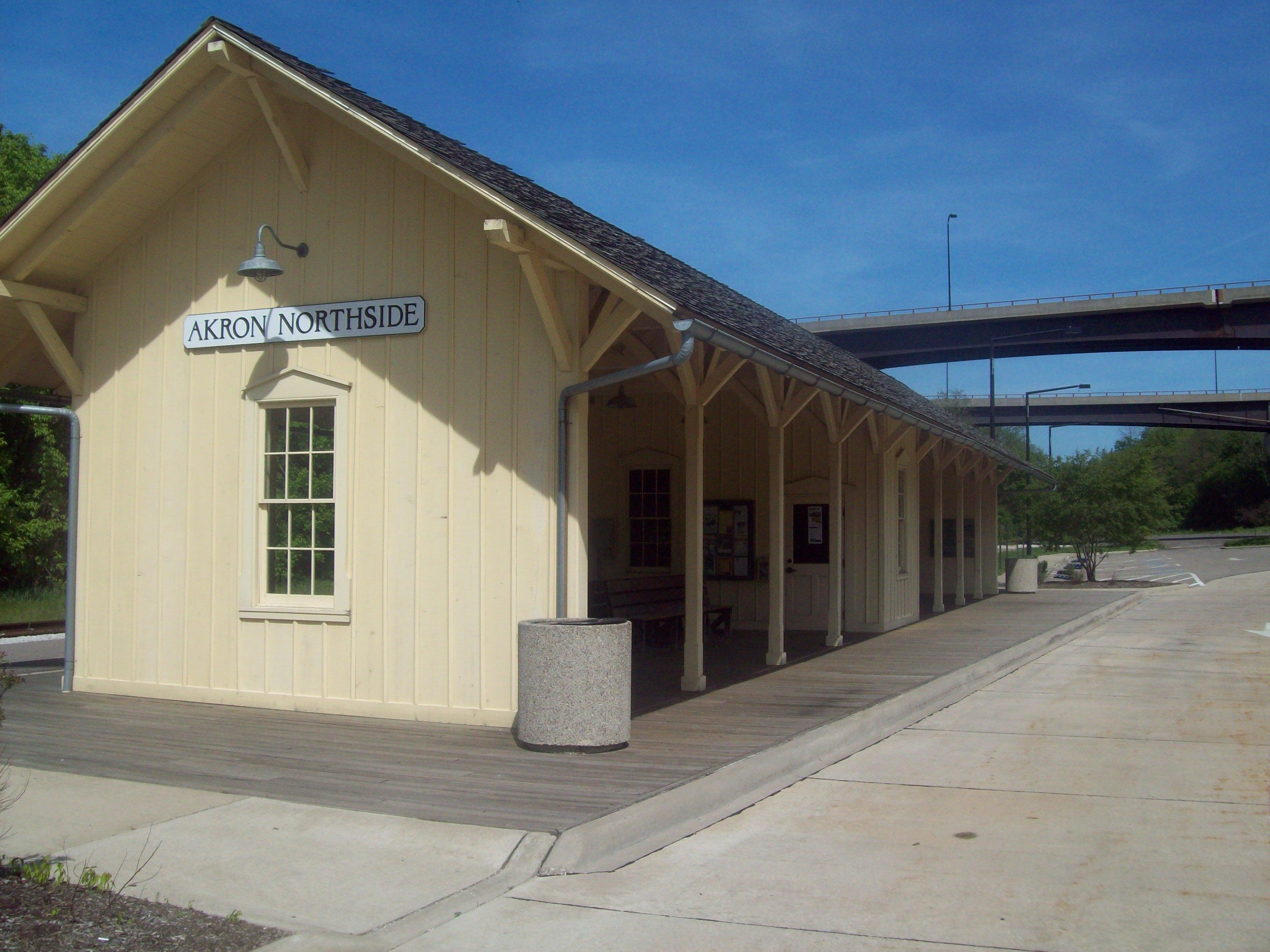
Stacja kolejowa „Northside” w Akron
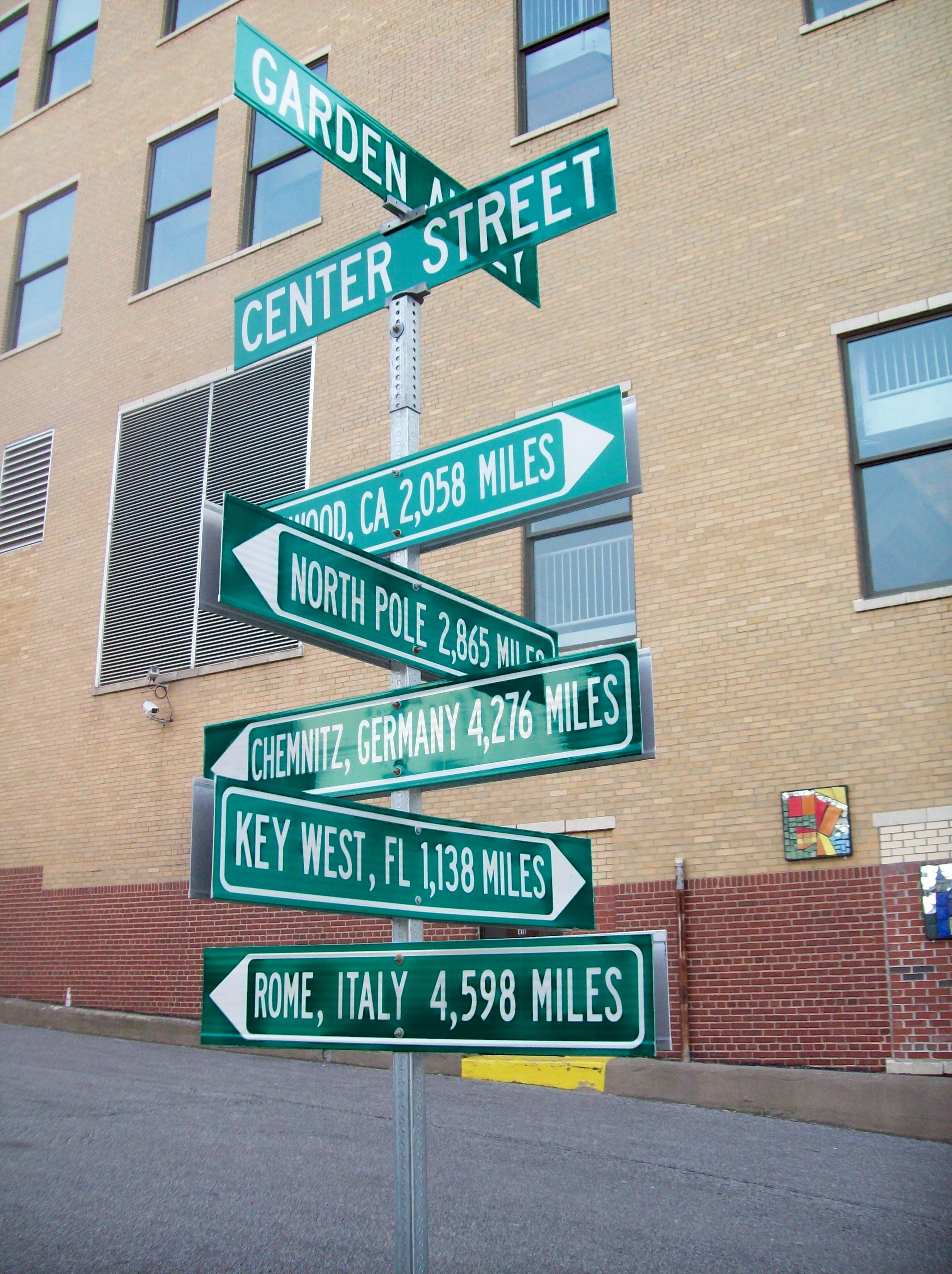
„Globalny” znak drogowy
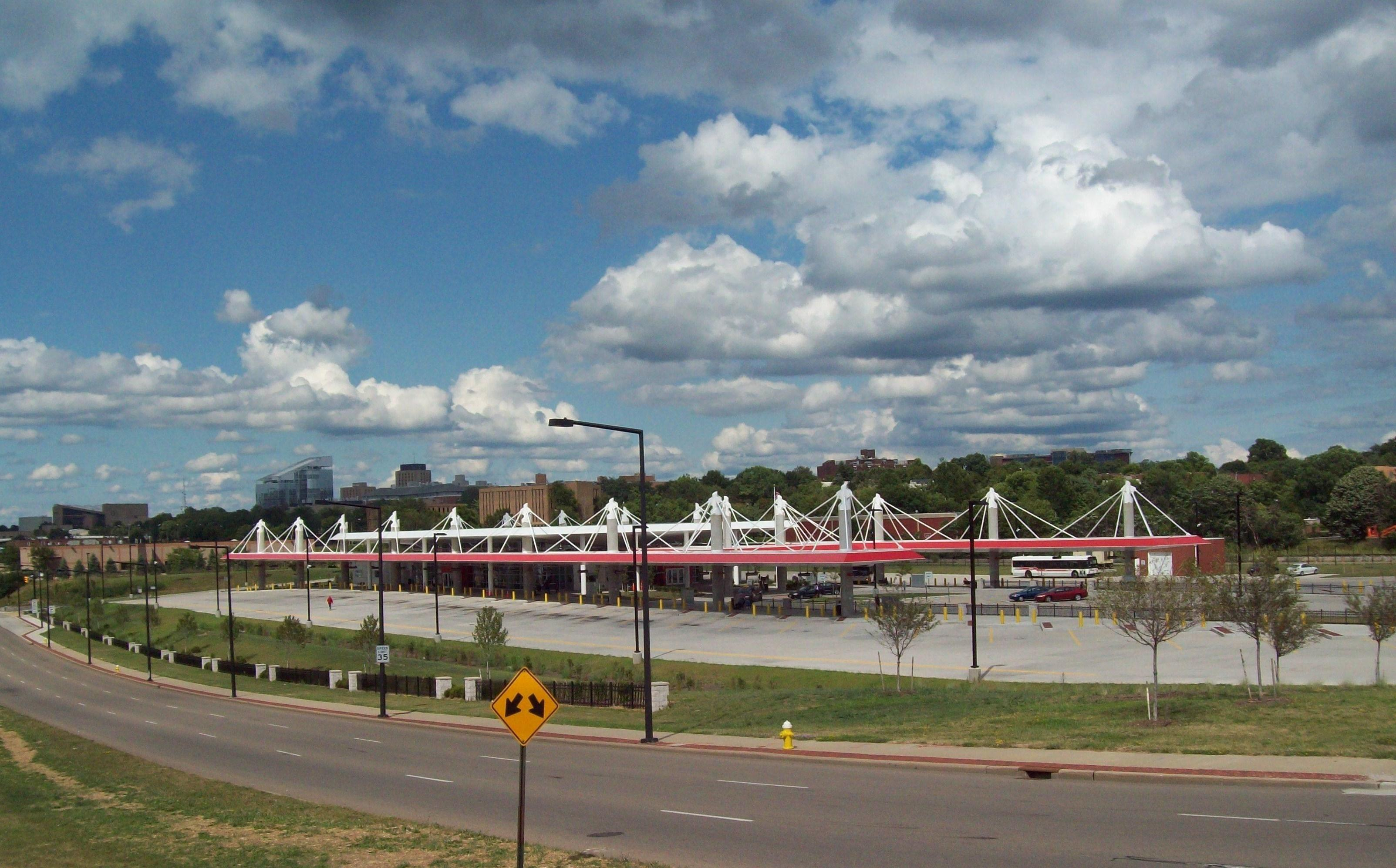
Centrum tranzytowe w Akron
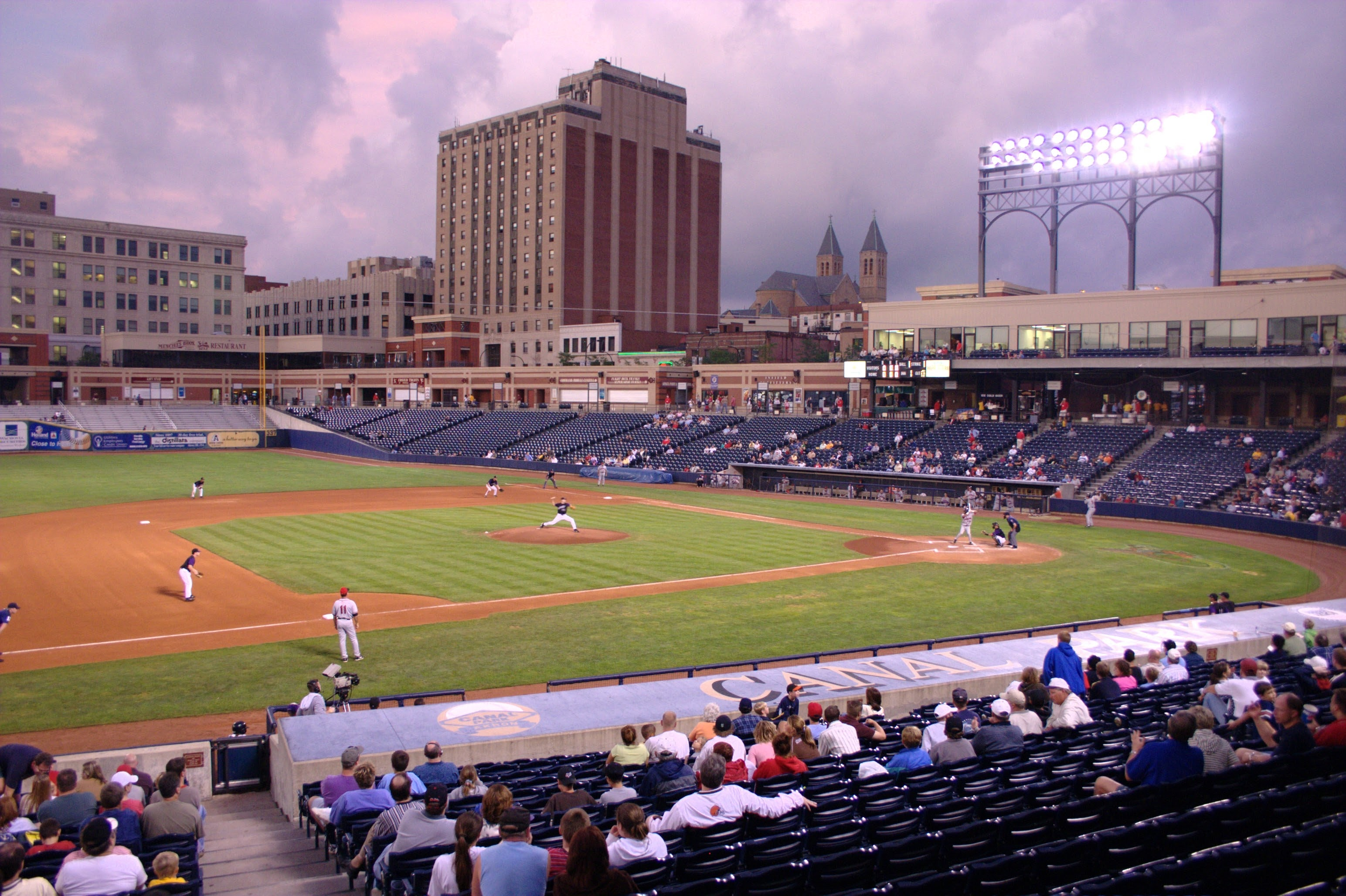
Canal Park, stadium miejscowej drużyny bejsbolowej (2005)
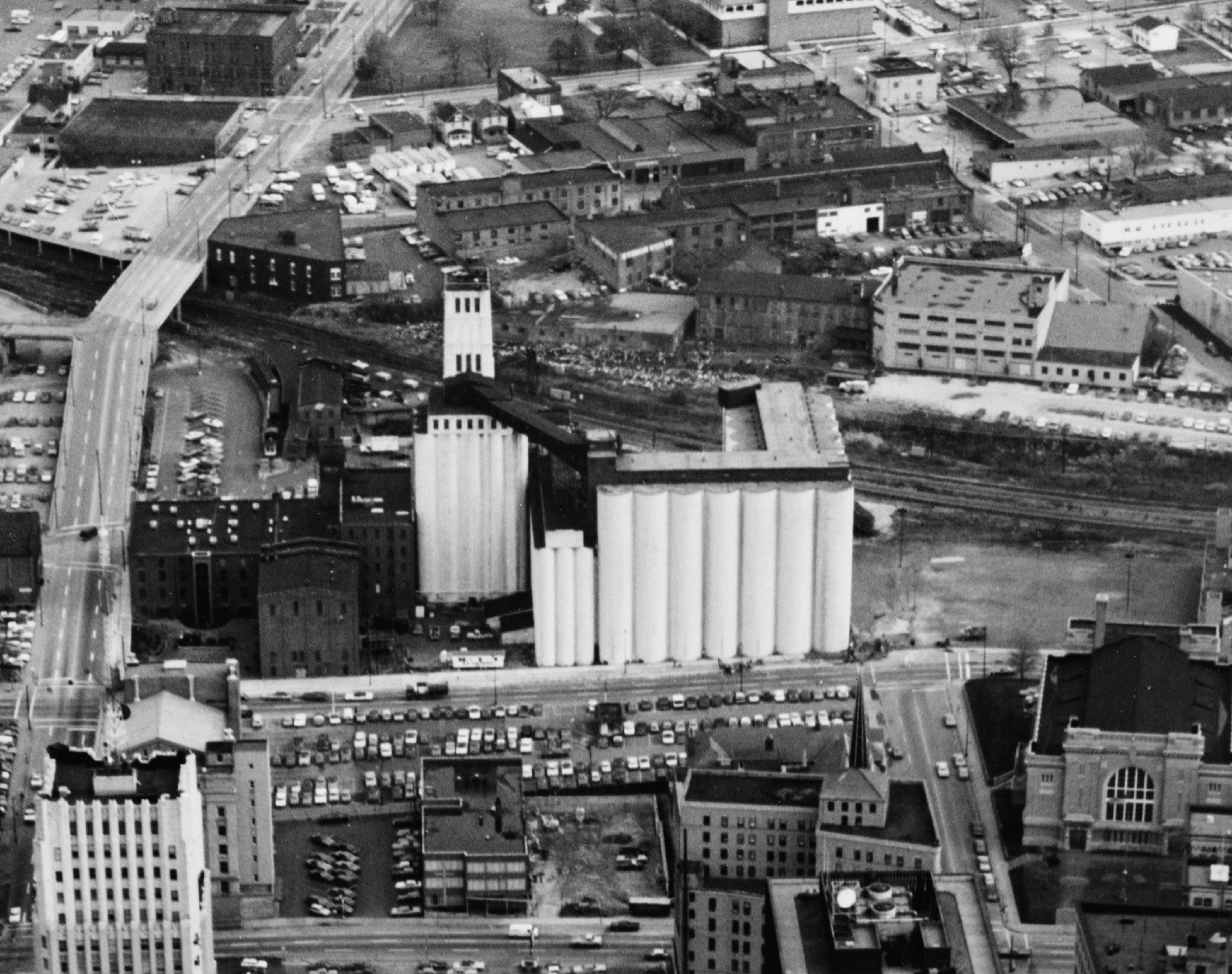
Widok na centrum komercyjne Akron – Quaker Square (1979)
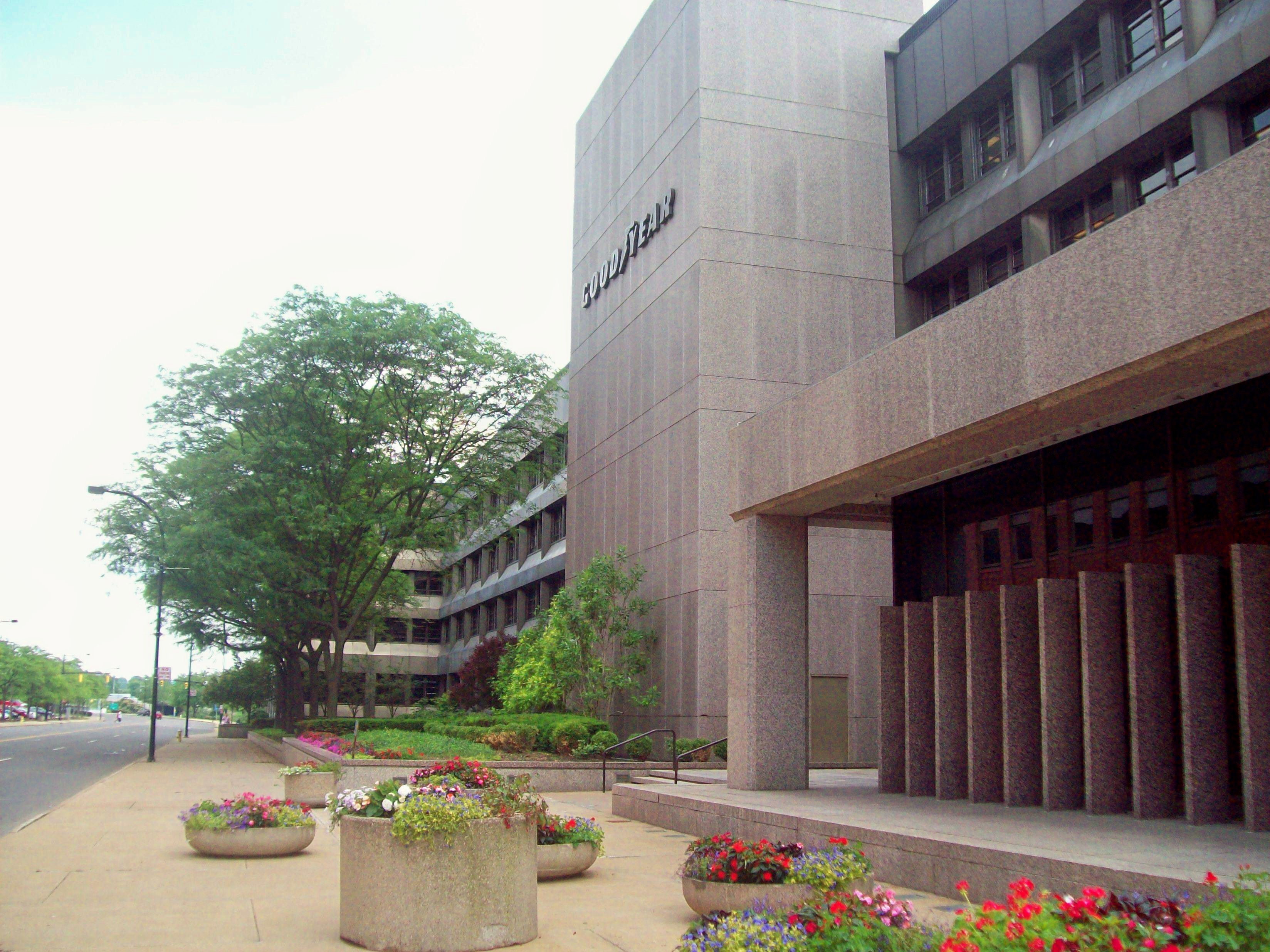
Centrala firmy oponiarskiej Goodyear
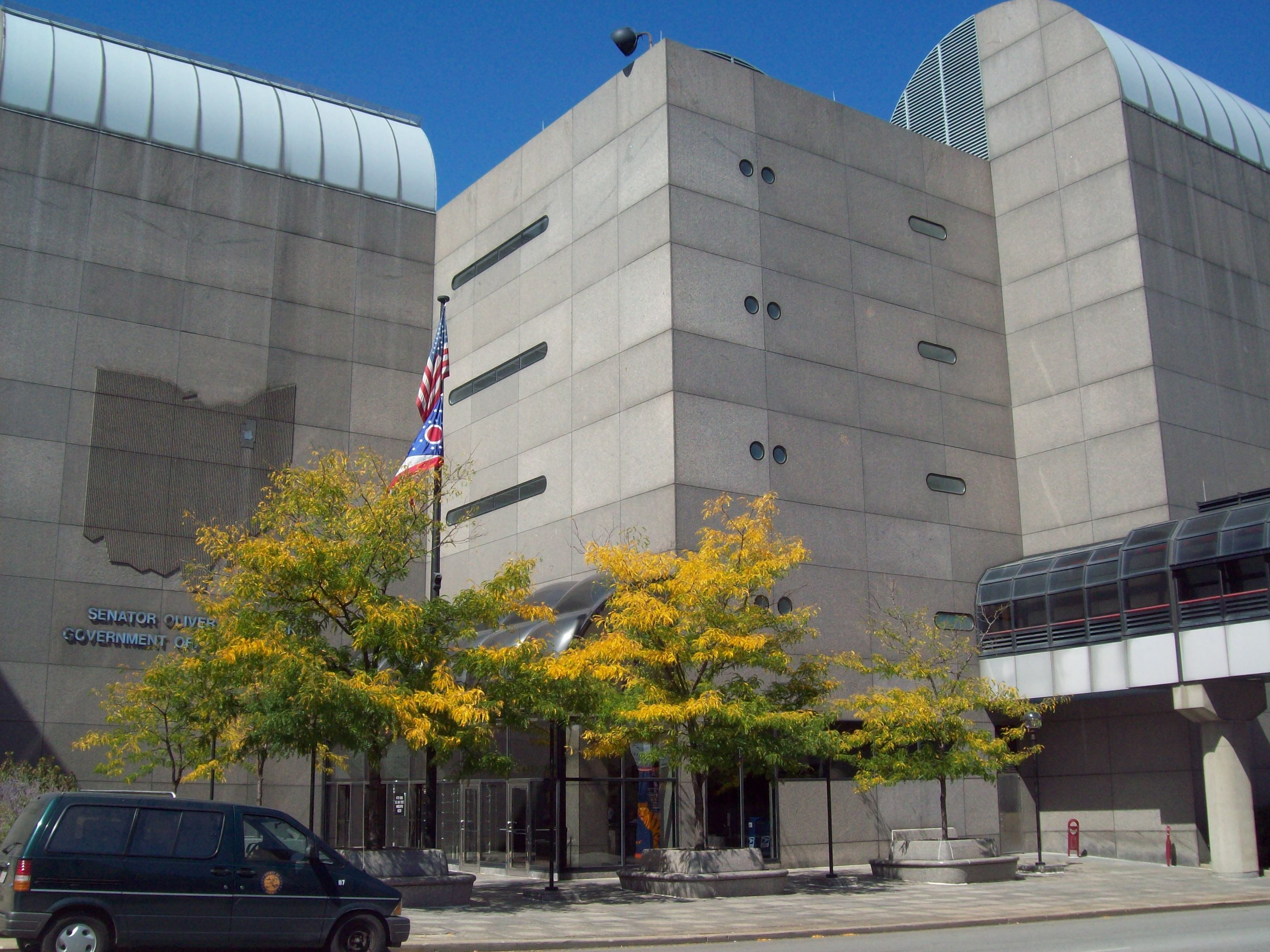
Centrum administracyjne Ocasek (mieści biura miejskie, stanowe i hrabstwa)
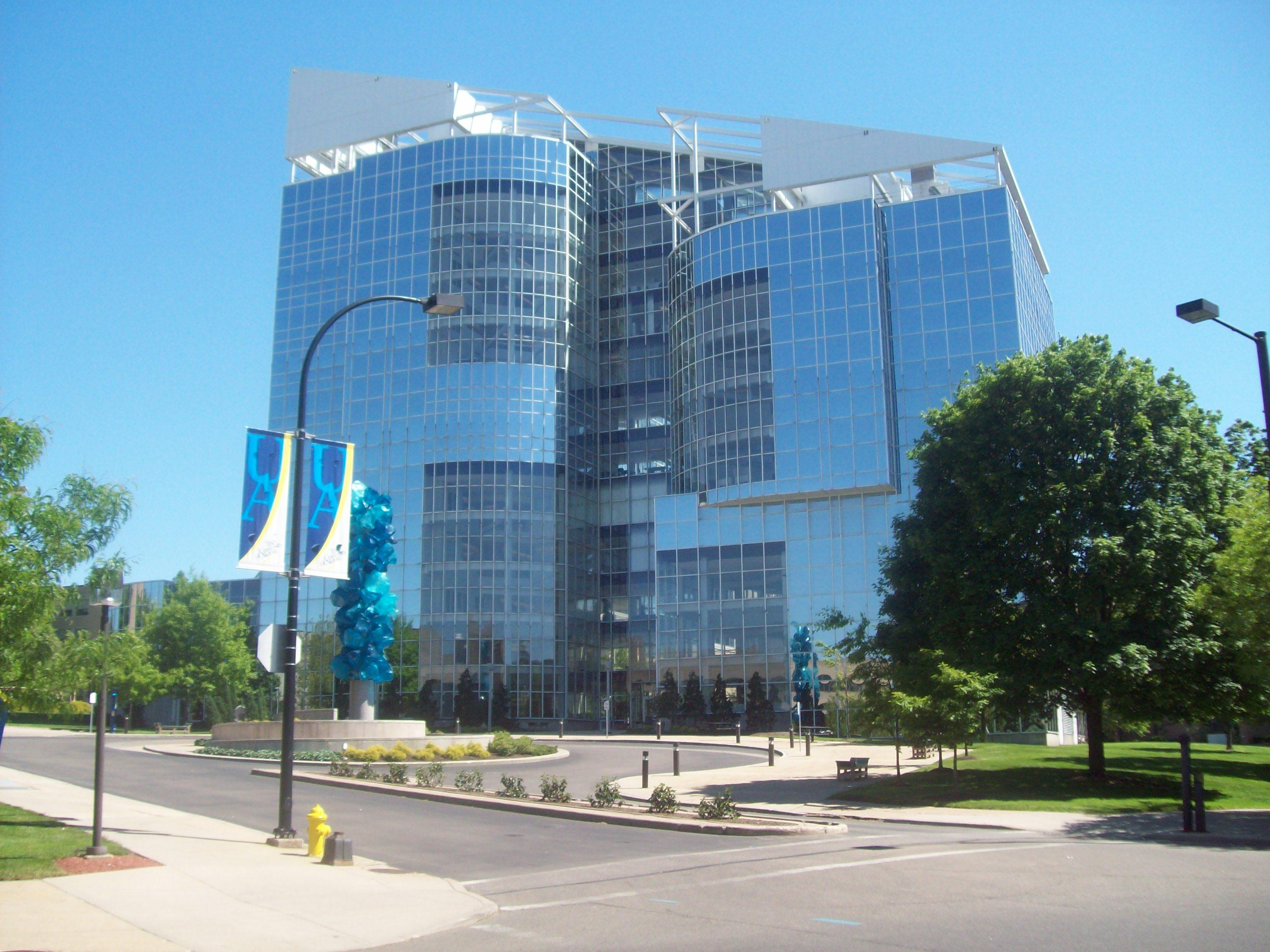
Budynek Polymer
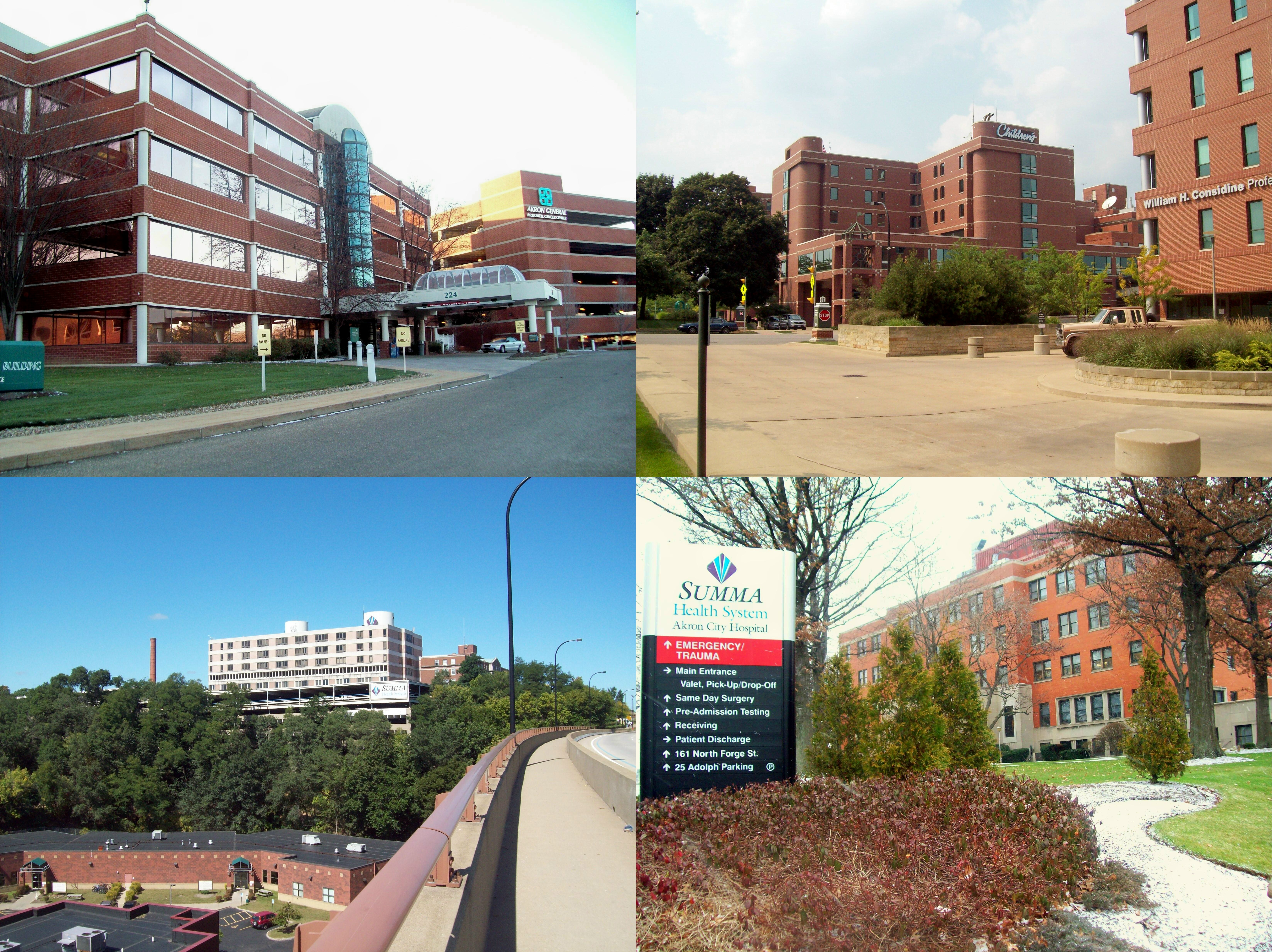
Miejskie szpitale
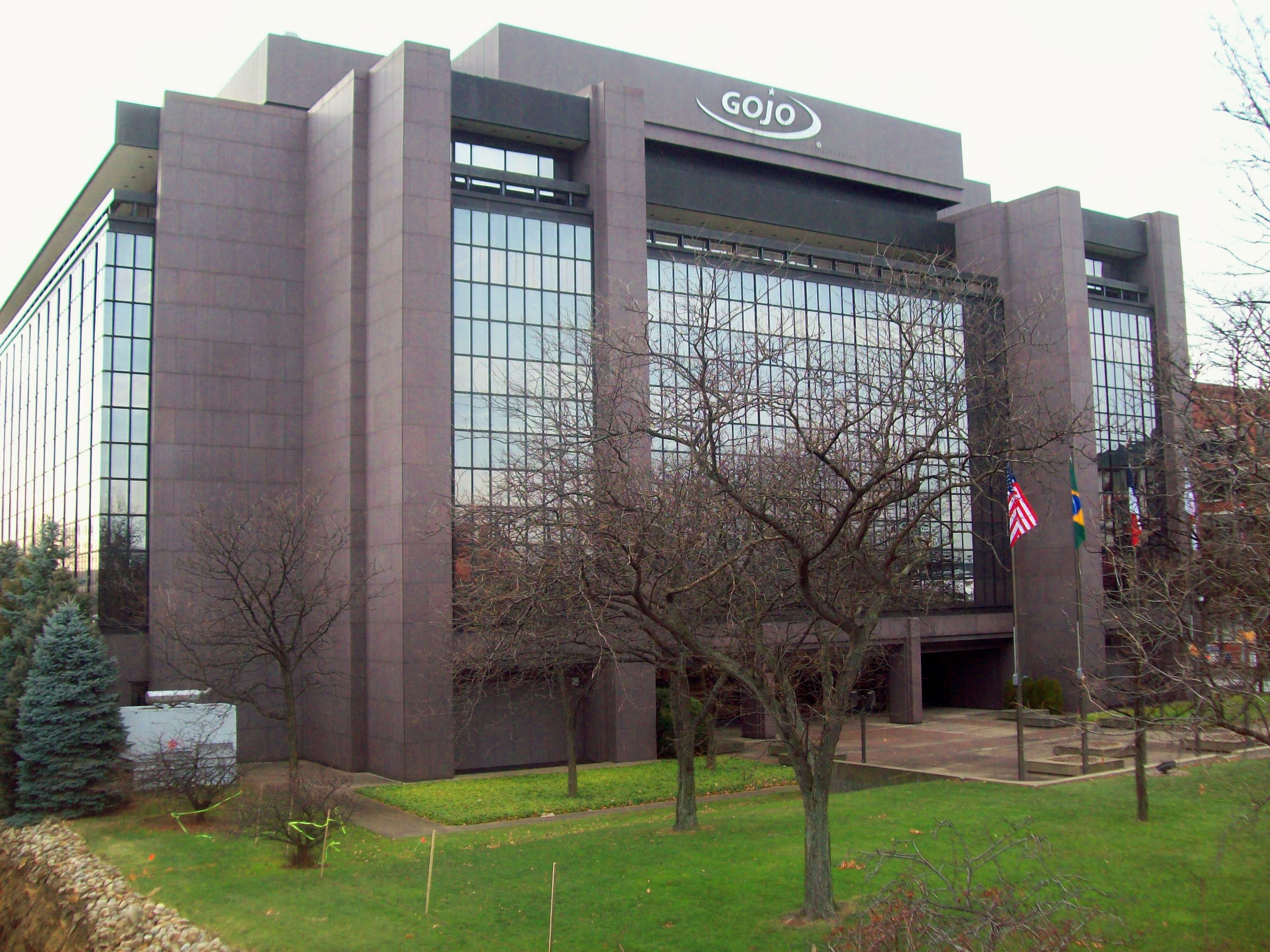
Siedziba firmy GOJO
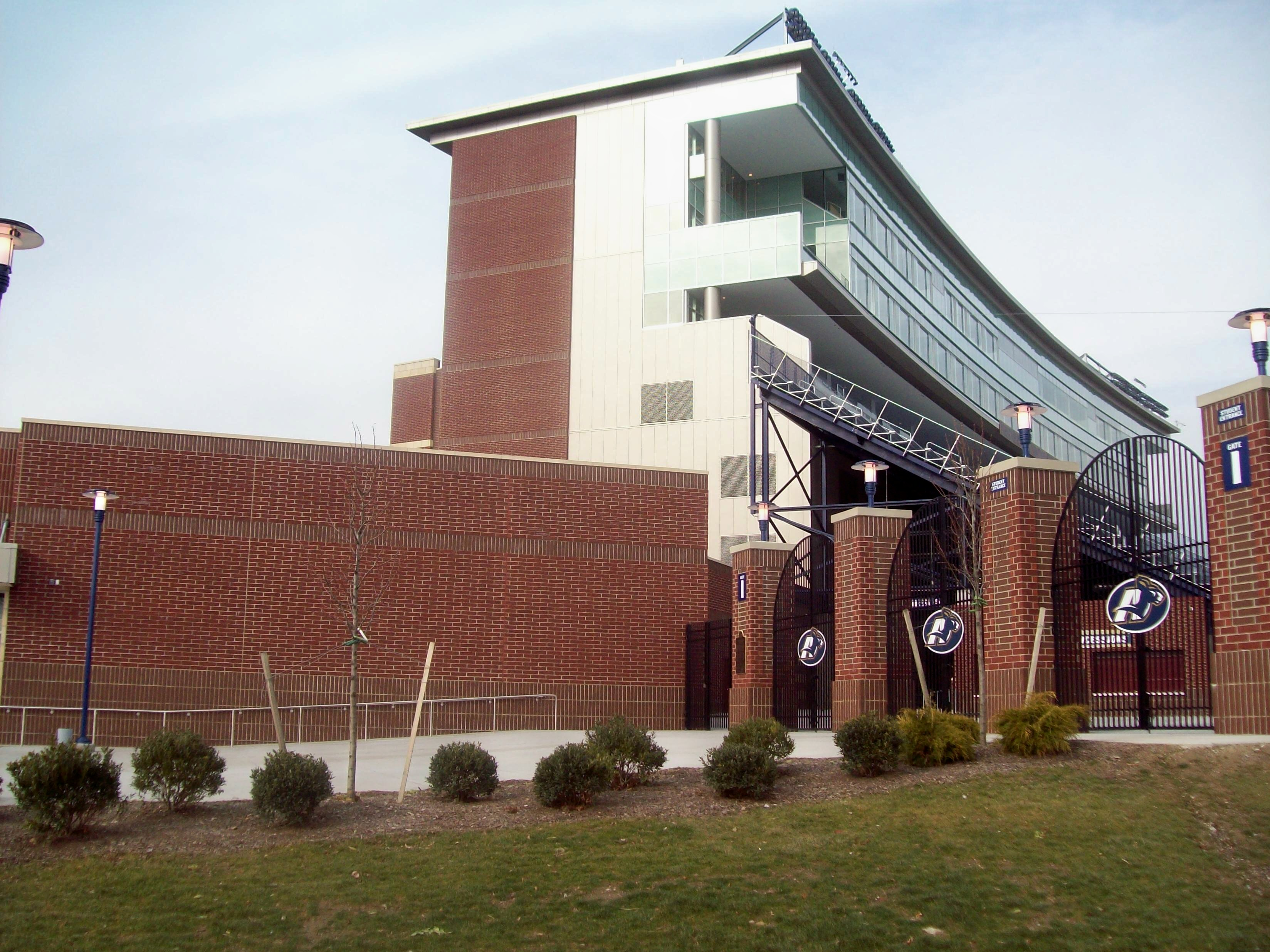
Stadium „Infocision” uniwersyteckiej drużyny futbolu amerykańskiego Akron Zips